# Karadaga, Chikodi
Karadaga là một làng thuộc tehsil Chikodi, huyện Belgaum, bang Karnataka, Ấn Độ.